# Cantó d'Orgères-en-Beauce
El cantó d'Orgères-en-Beauce és un cantó francès del departament d'Eure i Loir, situat al districte de Châteaudun. Té 17 municipis i el cap és Orgères-en-Beauce.

## Municipis
- Baigneaux
- Bazoches-en-Dunois
- Bazoches-les-Hautes
- Cormainville
- Courbehaye
- Dambron
- Fontenay-sur-Conie
- Guillonville
- Loigny-la-Bataille
- Lumeau
- Nottonville
- Orgères-en-Beauce
- Péronville
- Poupry
- Terminiers
- Tillay-le-Péneux
- Varize

## Història
| Data d'elecció                           | Identitat              | Partit                     | Qualitat |
| ---------------------------------------- | ---------------------- | -------------------------- | -------- |
| 1945-1949                                | M. Royer               | SFIO                       |          |
| 1949-1979                                | M. Perdrault           | CNIP                       |          |
| 1979-1998                                | René Audouin           | PS,després Divers gauche   |          |
| 1998-                                    | Albéric de Montgolfier | Divers droite, després UMP |          |
| les dades anteriors no són pas conegudes |                        |                            |          |
|                                          |                        |                            |          |

## Demografia
| A partir de 1990: Població sense dobles comptes |